# Wiesnerella javanica
Wiesnerella javanica là một loài rêu trong họ Wiesnerellaceae. Loài này được Schiffner mô tả khoa học đầu tiên.
Danh pháp khoa học của loài này chưa được làm sáng tỏ. 